# Альбия Домника
Альбия Домника, в некоторых источниках Альбия Доминика (лат. Albia Domnica) — супруга римского императора Валента II.
Отцом Альбии Домники был патриций Петроний, занимавший до 364 года должность препозита Martenses seniores, одного из подразделений восточной полевой армии. Дата её рождения неизвестна. Альбия Домника вышла замуж за Валента, по всей видимости, ещё до его вступления на престол. Пасхальная хроника упоминает трех детей, рожденных от этого брака: Флавий Валентиниан Галат, Анастасия, Кароза. Альбия Домника вместе с Евдоксием Антиохийским оказывала влияние на религиозную политику своего мужа.
После гибели Валента в битве при Адрианополе, Домника распределила плату из императорской казны добровольцам, готовым взяться за оружие для защиты Константинополя от готов и, согласно историку Иордану, «служила преданно и мужественно до назначения Феодосия императором». Но с назначением императором Феодосия о Домнике ничего неизвестно.